# The Adored
Pour plus de détails, voir Fiche technique et Distribution.
The Adored (littéralement : l'adorée) est un film britannique de Carl Medland et Amarjeet Singh sorti en 2012.

## Synopsis
Maia (Ione Butler) se rend chez la célèbre photographe Francesca Allman (Laura Martin-Simpson) pour une séance de photos sensuelles qui devrait relancer sa carrière de mannequin.
La demeure de Francesca, située dans une région éloignée, est une mystérieuse villa isolée.
Au cours de la séance photo, Francesca est incapable de garder le contrôle de ses propres désirs, et le tournage se transforme en un tourbillon de passion.
En sus de leur relation incontrôlable, Maia ressent une présence étrange dans la maison.

## Fiche technique
- Titre original : The Adored
- Réalisation : Carl Medland, Amarjeet Singh
- Scénario : Jody Medland
- Musique :
- Production :
- Société(s) de production : Discovery Films UK
- Pays d’origine :  Royaume-Uni
- Langue : Anglais
- Genre : Drame, romance saphique
- Lieux de tournage : Gwynedd, pays de Galles, Royaume-Uni.
- Durée : 93 minutes (1 h 33)
- Dates de sortie :
  -  Royaume-Uni : 2012
  -  Pologne : 14 avril 2012 (Warsaw LGBT Film Festival)

## Distribution
- Laura Martin-Simpson : Francesca Allman
- Ione Butler : Maia
- Jake Maskall : Adrian
- Caroline Burns Cooke : doctoresse Woods
- Carl Medland : Alex